# Fred Rogers
Pour les articles homonymes, voir Rogers.
Fred Rogers, né à Latrobe en Pennsylvanie le 20 mars 1928 et mort à Pittsburgh le 27 février 2003, est un animateur et producteur de télévision américain. Il est également acteur, compositeur et scénariste.
À partir de 1968, il présente et produit l'émission pour enfants Mister Rogers' Neighborhood, diffusée par la station de télévision éducative WQED, basée à Pittsburgh. De 1968 à 2001, le programme est distribué à l'échelle nationale par le réseau public PBS.

## Biographie

### Jeunesse et formation
Fred McFeely Rogers naît à Latrobe en Pennsylvanie dans une famille de la classe moyenne supérieure. Il souffre d'allergies durant son enfance, et ne peut quitter le domicile familial sans être accompagné. Il prend des leçons de piano à partir de l'âge de neuf ans. Par la suite, il étudie la musique au Dartmouth College, puis au Rollins College (en), d'où il sort diplômé avec la mention « magna cum laude » en 1951.
Rogers prévoit entrer au séminaire, mais décide de faire carrière dans l'audiovisuel après avoir découvert la télévision,. Il n'apprécie pas les programmes qu'il a l'occasion de voir mais croit au potentiel du nouveau média. Il expliquera plus tard : « J'ai pensé qu'il y avait moyen d'utiliser cet instrument fabuleux pour favoriser le développement du public » (« I thought there’s some way of using this fabulous instrument to nurture those who would watch and listen. »).

### Carrière dans l'audiovisuel

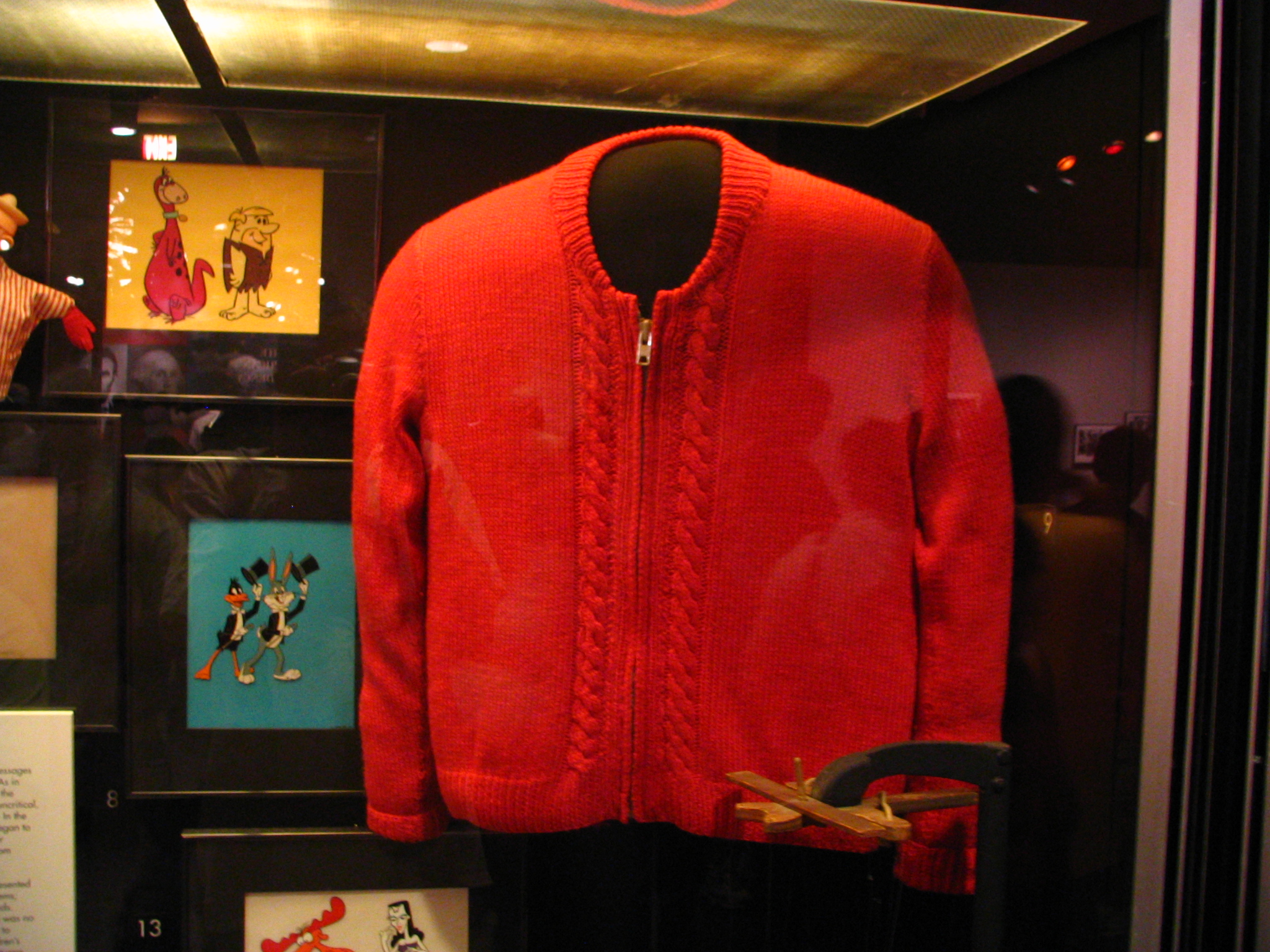
L'un des gilets de l'animateur exposé au musée national d'histoire américaine.

Au début des années 1950, il est recruté par NBC et s'installe à New York. Il retourne en Pennsylvanie et rejoint WQED, une nouvelle station de télévision éducative et non-commerciale de Pittsburgh, affiliée au réseau public PBS. À partir de 1954, il participe en tant que musicien et marionnettiste à une émission pour enfants intitulée The Children's Corner. Rogers est également le producteur du programme, présenté par Josie Carey,.
En 1963, il fait ses débuts en tant qu'animateur dans une émission pour enfants de 15 minutes intitulée Misterogers, diffusée par la Canadian Broadcasting Corporation (CBC). Rogers et son épouse décident de retourner à Pittsburgh afin d'y élever leurs enfants. À partir de l'année suivante, il présente un programme d'une demi-heure, baptisé Mister Rogers' Neighborhood, produit pour WQED, et diffusé à l'échelle régionale. De 1968 à 2001, il est distribué dans tout le pays par PBS,.
Rogers a écrit plus de 200 chansons pour ses émissions, dont les paroles abordent les préoccupations que peuvent rencontrer les enfants, comme l'angoisse de la séparation, le divorce ou la manière de maîtriser sa colère,,.

### Autres activités
À partir de 1954, Fred Rogers étudie la théologie à mi-temps au séminaire de Pittsburgh. Il est diplômé (divinity degree) en 1962, et est ordonné par l'Église presbytérienne l'année suivante,. Il étudie également le développement de l'enfant (child development) et obtient un master's degree de l'université de Pittsburgh.

## Famille et vie privée
Fred Rogers épouse Joanne Byrd Rogers en 1952. Pianiste de concert, elle est diplômée de Rollins College (en). Le couple a deux enfants,.

## Distinctions
La médaille présidentielle de la Liberté est remise à Fred Rogers en 2002.

## Récompenses et hommages

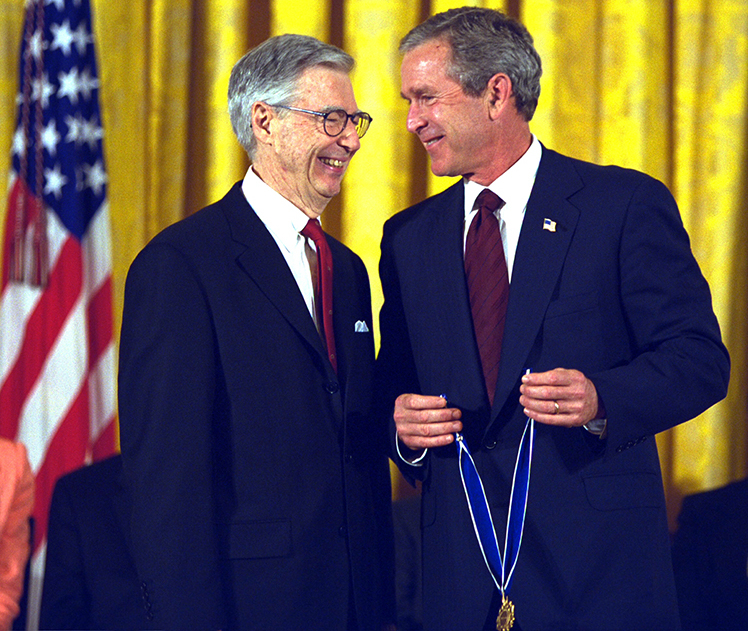
President George W. Bush presents the Presidential Medal of Freedom Award to Fred Rogers July 9, 2002, during ceremonies in the East Room. Photo by Paul Morse, Courtesy of the George W. Bush Presidential Library

Un Peabody award est décerné à l'animateur en 1987. En 1997, il reçoit un Daytime Emmy Award pour l'ensemble de sa carrière. L'année suivante, une étoile lui est attribuée sur le Walk of Fame d'Hollywood. Rogers est introduit au Television Hall of Fame (en) en 1999.
En 1984, la Smithsonian Institution fait l'acquisition de l'un des gilets portés par l'animateur durant ses émissions. Il est exposé au musée national d'histoire américaine. En 2003, un astéroïde est baptisé (26858) Misterrogers en son honneur. Une statue à la mémoire de Fred Rogers est inaugurée en 2009 dans le quartier du North Shore à Pittsburgh.
Dans la première saison d’Epic Rap Battles of History, Mister Rogers affronte l'acteur et ancien catcheur Mr. T
En 2018, la série Kidding suit la vie d'un animateur d'émission pour enfant incarné par Jim Carrey. Ce dernier ne cache pas s'être fortement inspiré de Rogers pour incarner son personnage d'idéaliste dans un monde parfois trop dur pour lui.
En 2018 est la date de sortie aux États-Unis d'un film documentaire sur Fred Rogers intitulé Won't You Be My Neighbor?
En 2019 sort sur grand écran un film intitulé L'Extraordinaire Mr. Rogers (A Beautiful Day in the Neighborhood) avec Tom Hanks dans le rôle de Mr Rogers. Il se veut en partie biographique et traite de l'influence de Mr Rogers sur ses concitoyens, les petits comme les grands.